# Raúl Ruiz (filmregisseur)
Raúl Ernesto Ruiz Pino (Puerto Montt, 25 juli 1941 – Parijs, 19 augustus 2011) was een Chileens-Franse filmregisseur.
Ruiz brak in de jaren '60 door in de Chileense cinema met ironische films. Na de militaire coup van Augusto Pinochet in 1973 vluchtte hij naar Frankrijk. Tijdens zijn 48-jarige carrière maakte hij 113 films.

## Filmografie (selectie)
- 1968: Tres tristes tigres
- 1970: La colonia penal
- 1979: De grands événements et de gens ordinaires
- 1979: L'Hypothèse du tableau volé
- 1981: The Territory
- 1982: Het dak van de walvis
- 1983: Bérénice
- 1983: La Ville des pirates
- 1984: Point de fuite
- 1985: Les Destins de Manoel
- 1985: La Présence réelle
- 1986: Mammame
- 1987: Mémoire des apparences
- 1990: La Chouette aveugle
- 1990: The Golden Boat
- 1993: L'Œil qui ment
- 1994: Fado majeur et mineur
- 1995: Trois vies et une seule mort
- 1997: Généalogies d'un crime
- 1998: Shattered Image
- 1998: Le Temps retrouvé
- 2000: Comédie de l'innocence
- 2002: Cofralandes, rapsodia chilena
- 2003: Ce jour-là
- 2003: Une place parmi les vivants
- 2003: Vertige de la page blanche
- 2004: Días de camp
- 2004: Responso
- 2005: Le Domaine perdu
- 2006: Klimt
- 2008: La Maison Nucingen
- 2010: A Closed Book
- 2010: Mistérios de Lisboa
- 2012: La noche de enfrente